# 鄧鉉
鄧鉉（1425年—？），字文鼎，直隸河間府青縣人，明朝政治人物。進士出身。

## 生平
應天府鄉試第一百五名。天順八年（1464年）甲申科會試第二百四十名，殿試登進士第三甲第一百二十三名。

## 家族
曾祖鄧士達。祖父鄧成。父亲鄧斌，曾任主簿。